# David Letterman
David Michael Letterman (ur. 12 kwietnia 1947 w Indianapolis) – amerykański prezenter telewizyjny, gospodarz talk show, komik, producent telewizyjny.

## Życiorys
Osiągnął rozpoznawalność prowadząc w NBC talk show Late Night with David Letterman. Od 1993 do 2015 roku prowadził Late Show with David Letterman na kanale CBS. Jego styl jest ironiczny, często absurdalnie komediowy. Od 2017 roku na platformie Netflix prowadzi show Mojego następnego gościa nie trzeba nikomu przedstawiać, którego formułę stanowi blisko godzinna rozmowa z pojedynczym gościem. W pierwszym odcinku wystąpił były prezydent USA Barack Obama. 
Letterman jest również producentem telewizyjnym i filmowym. Najpopularniejszym dziełem jego wytwórni, Worldwide Pants, jest serial Wszyscy kochają Raymonda.
W 1995 roku prowadził ceremonię rozdania Oscarów.
Znany z potyczek słownych z Cher, Shirley MacLaine, Madonną.